# Улица Недорубова
Улица Недорубова — улица в районе Некрасовка Юго-Восточного административного округа Москвы.

## Происхождение названия
Изначально улица называлась Проектируемый проезд № 6554. Прежнее название — Улица Авиаконструктора Камова — было дано в честь советского инженера Н. И. Камова (1902—1973) (теперь в честь него названа другая улица). Нынешнее название улица получила в 2012 году в честь Героя СССР К. И. Недорубова (1889—1978).

## Описание
Улица начинается у проектируемого проезда № 645, пересекает улицы Сочинскую, Маресьева, Липчанского и Покровскую. Заканчивается у улицы Ухтомского Ополчения, переходя в улицу Льва Яшина.

## Примечательные здания и сооружения
По чётной стороне
д. 2 — Поликлиника № 23, филиал № 5
д. 4 — Школа № 1996, дошкольное отделение
По нечётной стороне
д. 5А — Школа № 2048, дошкольное отделение

## Транспорт

### Автобусы
722  Выхино — Улица Липчанского
855 9-й квартал Кожухова — 12-й квартал Люберецких Полей
788  Лухмановская — 13-й квартал Люберецких Полей

### Маршрутки
1121  Люблино — ЖК «Коренёвский форт — 3»